# معركة ليوكترا
 معركة ليوكترا (بالإنجليزية: Battle of Leuctra)‏ (باللغة الإغريقية: Λεῦκτρα) هي معركة وقعت في 6 يوليو عام 371 قبل الميلاد بين البيوتيّين بقيادة الثيفيّين والإسبرطيّين جنبا إلى جنب مع حلفائهم في ثنايا صراعٍ تبع الحرب الكورنثية. وقعت المعركة في حي ليوكترا، وهي قرية في بيوتيا في مدينة ثيسبياي. أعان الانتصار الثيفيّ تسليط نفوذ إسبرطة الكبيرة على شبه الجزيرة اليونانية، التي اكتسبتها إسبرطة منذ فوزِها في الحربٍ البيلوبونيسية.

## روابط خارجية
- Battle of Leuctra from Encyclopædia Britannica
- Chisholm, Hugh, ed. (1911). "Leuctra". Encyclopædia Britannica (بالإنجليزية) (11th ed.). Cambridge University Press. Vol. 16. p. 504.
- History of the Leuctra Victory Monument